# Jeddah
Jeddah (arabisk: جدة) er en større by i Saudi-Arabien, beliggende i den vestlige del af landet ud mod det Røde Hav.
Den er havneby for Mekka og den islamiske pilgrimsfærd, Hadjen. Jeddah har 4.697.000 (2021) indbyggere. 
I 2013 begyndte megaprojektet Jeddah Tower, tidligere kendt som Kingdom Tower. Jeddah Tower skulle have været den første menneskeskabte konstruktion, der nåede 1 kilometers højde. Dermed ville det overhale Burj Khalifa, Verdens nuværende højeste menneskeskabte konstruktion, og blive Verdens højeste menneskeskabte konstruktion. Men i Januar 2018 stoppede byggeriet. Jeddah Economic Company (JEC) forventer, at konstruktionen begynder igen i 2020.